# Иванов, Александр Владимирович (футбольный судья)
Александр Владимирович Иванов (укр. Олександр Володимирович Іванов, род. 21 февраля 1978, Макеевка, Донецкая область) — украинский футбольный арбитр, представлял Макеевку. Судья украинской Премьер-лиги с 2011 по 2017 год.

## Карьера
Окончил Херсонский государственный университет.
Судейство начал в 1999 году с региональных соревнований. Арбитр ДЮФЛУ и любительского первенства Украины (2001—2004), второй лиги (2004—2006), первой лиги (2006—2011).
В Премьер-лиге дебютировал 11 марта 2011 года в поединке «Оболонь» (Киев) — «Металлург» (Запорожье). Всего отсудил, за 6 лет в элитном дивизионе, 55 матчей.

## Статистика в элитном дивизионе
И — игры, Ж — желтые карточки, К — красные карточки, П — назначенные пенальти
| Сезон   | И  | Ж   | К | П  |
| ------- | -- | --- | - | -- |
| 2010/11 | 3  | 17  | — | —  |
| 2011/12 | 7  | 41  | 1 | 4  |
| 2012/13 | 11 | 54  | 1 | 5  |
| 2012/13 | 8  | 31  | 5 | —  |
| 2014/15 | 8  | 29  | 1 | 1  |
| 2015/16 | 9  | 39  | — | 3  |
| 2016/17 | 9  | 51  | 1 | 2  |
| Всего   | 55 | 262 | 9 | 15 |